# Dubbelhårig brunbagge
Dubbelhårig brunbagge (Anisoxya fuscula) är en skalbaggsart som först beskrevs av Johann Karl Wilhelm Illiger 1798.  Dubbelhårig brunbagge ingår i släktet Anisoxya, och familjen brunbaggar. Enligt den svenska rödlistan är arten sårbar i Sverige. Arten förekommer i Götaland, Öland och Svealand. Artens livsmiljö är skogslandskap, jordbrukslandskap.